# Дуэн, Джек
Джек Дуэн (англ. Jack Doohan; род. 20 января 2003 или 2003, Голд-Кост) — австралийский автогонщик. В настоящий момент выступает в команде Формулы 1 Alpine. Сын пятикратного чемпиона мира по шоссейно-кольцевым мотогонкам MotoGP в классе 500cc Мика Дуэна.

## Карьера

### Картинг
Начал заниматься картингом с 2013 года, участвуя в местных австралийских чемпионатах. В 2015 и 2016 годах стал победителем в Australian Kart Championship в классах KA Junior и KA2 соответственно. В 2017 году занял третье место в CIK-FIA European Championship в классе OKJ.

### Формула-4
В 2018 году начал карьеру в формульных чемпионатах. Первым чемпионатом стала Британская Формула-4, где он одержал три победы и занял пятое место по итогам сезона.

### Азиатский чемпионат Формулы-3
В 2019 году принимал участие в Азиатском чемпионате Формулы-3 в составе команды Hitech Grand Prix. По ходу сезона одержал пять побед и занял второе место, проиграв напарнику по команде Юкё Сасахаре 25 очков.
В следующем сезоне зимой 2019/2020 года вернулся в чемпионат в составе команды Pinnacle Motorsport. За сезон одержал пять побед и вновь стал вице-чемпионом, проиграв 37 очков чемпиону Джуи Алдерсу..

### Формула-3
В 2020 году Дуэн участвовал в ФИА Формуле-3 в составе команды HWA Racelab. За сезон ни разу не финишировал в очках, лучшим результатом стало 11-е место в последней гонке сезона.

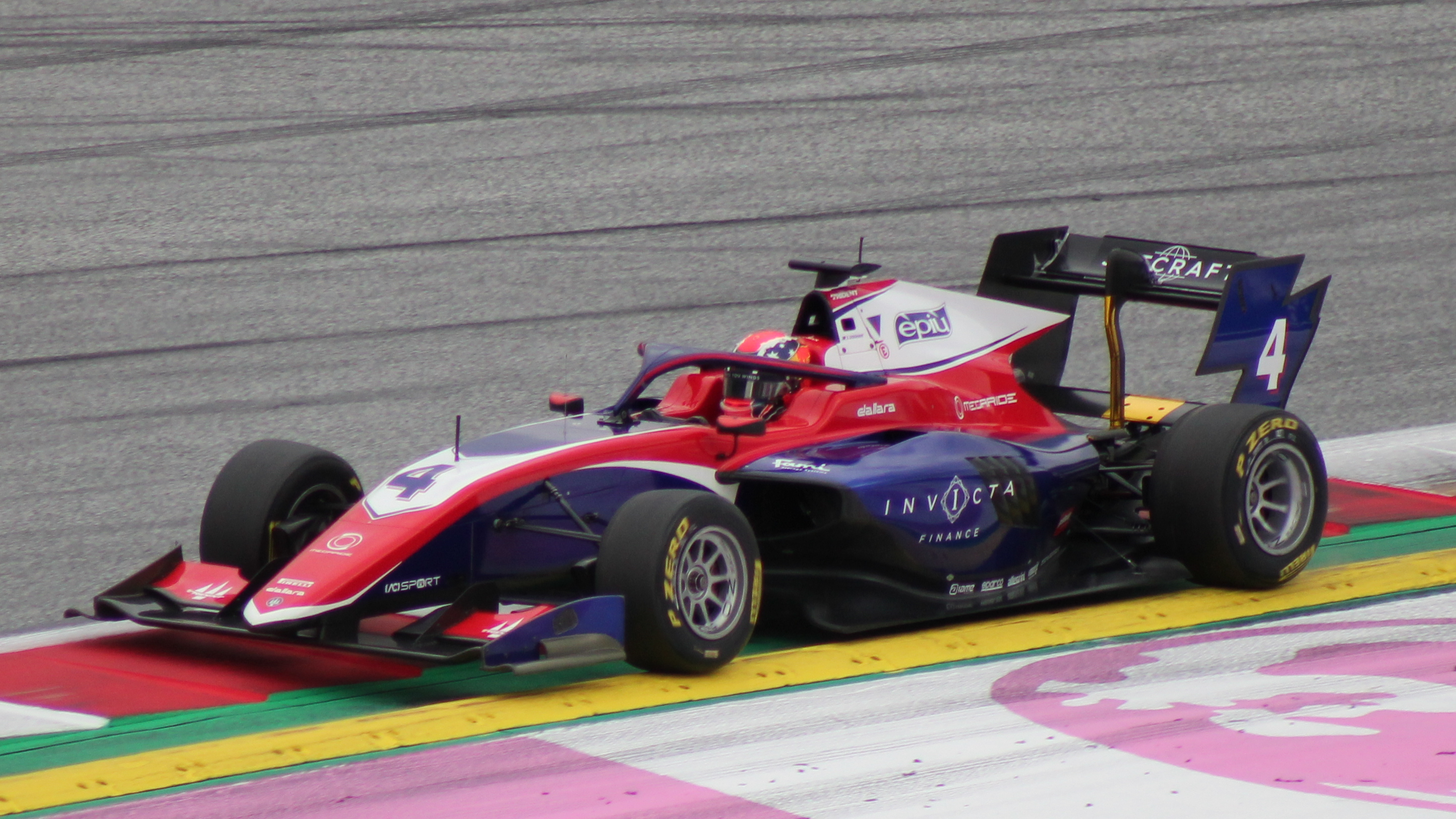
Джек Дуэн за рулём болида Формулы-3 на Ред Булл Ринге в 2021 году

В 2021 году перешёл в команду Trident. Первую победу одержал в третье гонке на Поль Рикаре, которая проходила на подсыхающей трассе. На этапе на Спа-Франкоршам заработал поул-позицию, и одержал победу во второй и в третьей гонках, которые проходили под дождём. На этапе в Сочи заработал поул-позицию. В последней гонке сезона проигнорировал приказы команды пропустить вперёд идущего быстрее напарника Клемента Новалака, чтобы заработать максимум очков для команды. В итоге Дуэн финишировал первым, а Новалак потерял темп и финишировал лишь третьим, однако этих результатов хватило, чтобы Trident стать чемпионом среди команд. Дуэн же стал вице-чемпионом по итогам сезона.

### Формула-2
В декабре 2021 года Дуэн присоединился к команде MP Motorsport на последние два этапа, заменив в ней Рихарда Версхора, который покинул чемпионат по финансовым причинам. В двух гонках финишировал в очках, всего заработав семь, лучшим результатом стало пятое место на втором спринте в Джидде.
13 декабря 2021 года было объявлено, что Дуэн подписал контракт с командой Virtuosi Racing на сезон 2022. На этапе в Бахрейне выиграл квалификацию, но в основной гонке из-за аварии с Тео Пуршером финишировал только десятым. Первую победу одержал в спринтерской гонке на Сильверстоуне. Одержал победу в основной гонке на Спа-Франкоршаме, где в гонке опередил лидера сезона Фелипе Друговича. По итогам сезона Дуэн одержал три победы, шесть подиумов, три раза финишировал на подиуме и занял шестое место. По окончании сезона продлил контракт с Virtuosi Racing на 2023 год.

### Формула-1
В сентябре 2017 года стал членом Red Bull Junior Team. По окончании 2021 года покинул её. В 2022 году присоединился к Alpine Academy. В этом же году принял участие в двух сессиях свободных заездов вместе с Alpine по ходу Гран-при Мехико и Гран-при Абу-Даби. После окончания сезона принял участие в «молодёжных» тестах.
23 августа 2024 года команда Формулы-1 Alpine объявила о том, что Дуэн займет место «боевого пилота» в сезоне 2025.
В последнем Гран-при сезона 2024, в Абу-Даби, Дуэн наконец дебютировал в гонке за рулём Alpine, подменив Эстебана Окона, которого команда освободила от обязанностей основного гонщика досрочно.

## Результаты выступлений

### Сводная таблица
| Сезон   | Серия                            | Команда                      | Гонки            | Победы           | Поулы            | Б/Круги          | Подиумы          | Очки             | Место            |
| ------- | -------------------------------- | ---------------------------- | ---------------- | ---------------- | ---------------- | ---------------- | ---------------- | ---------------- | ---------------- |
| 2018    | Британская Формула-4             | TRS Arden Junior Racing Team | 30               | 3                | 0                | 7                | 12               | 328              | 5                |
| 2018    | ADAC Формула-4                   | Prema Theodore Racing        | 8                | 0                | 0                | 1                | 0                | 35               | 12               |
| 2018    | Итальянская Формула-4            | Prema Theodore Racing        | 6                | 0                | 0                | 0                | 0                | 9                | 20               |
| 2018—19 | MRF Challenge Formula 2000       | MRF Racing                   | 5                | 0                | 0                | 0                | 2                | 50               | 9                |
| 2019    | Открытый чемпионат Евроформулы   | Double R Racing              | 16               | 0                | 0                | 0                | 2                | 79               | 11               |
| 2019    | Азиатский чемпионат Формулы-3    | Hitech Grand Prix            | 15               | 5                | 1                | 5                | 13               | 276              | 2                |
| 2019    | Зимняя серия азиатской Формулы-3 | Hitech Grand Prix            | 3                | 0                | 0                | 0                | 2                | 0                | НКЛ              |
| 2019—20 | Азиатский чемпионат Формулы-3    | Pinnacle Motorsport          | 15               | 5                | 4                | 5                | 10               | 229              | 2                |
| 2020    | Формула-3                        | HWA Racelab                  | 18               | 0                | 0                | 0                | 0                | 0                | 26               |
| 2021    | Формула-3                        | Trident                      | 20               | 4                | 2                | 1                | 7                | 179              | 2                |
| 2021    | Формула-2                        | MP Motorsport                | 6                | 0                | 0                | 0                | 0                | 7                | 19               |
| 2022    | Формула-2                        | Virtuosi Racing              | 28               | 3                | 3                | 4                | 6                | 128              | 6                |
| 2022    | Формула-1                        | BWT Alpine F1 Team           | Резервный гонщик | Резервный гонщик | Резервный гонщик | Резервный гонщик | Резервный гонщик | Резервный гонщик | Резервный гонщик |
| 2023    | Формула-2                        | Invicta Virtuosi Racing      | 25               | 3                | 2                | 3                | 5                | 168              | 3                |
| 2023    | Формула-1                        | BWT Alpine F1 Team           | Резервный гонщик | Резервный гонщик | Резервный гонщик | Резервный гонщик | Резервный гонщик | Резервный гонщик | Резервный гонщик |
| 2024    | Формула-1                        | BWT Alpine F1 Team           | 1                | 0                | 0                | 0                | 0                | 0                | 24               |
| 2025    | Формула-1                        | BWT Alpine F1 Team           | 6                | 0                | 0                | 0                | 0                | 0*               | 21*              |

* Сезон продолжается.

### Формула-3
| Легенда к таблице |                                                                    |
| --- | ------------------------------------------------------------------ |
| В таблице перечислены результаты всех Гран-при Формулы-1, в которых принимал участие гонщик. Строками таблицы являются сезоны, столбцами — этапы чемпионата мира. В каждой клетке указаны сокращённое название этапа и результат, дополнительно обозначенный цветом. Расшифровка обозначений и цветов представлена в нижеследующей таблице. |                                                                    |
| \| Пример \| Описание \| \| ------------ \| ------------------------------------------------------------------ \| \| 1 \| Победитель \| \| 2 \| Второе место \| \| 3 \| Третье место \| \| 5 \| Финишировал, заработав очки \| \| Сход \| Не финишировал, но при этом заработал очки \| \| 12 \| Финишировал, не получив очков \| \| НКЛ \| Финишировал, но не попал в финальную классификацию \| \| 15 \| Участвовал вне зачёта, либо по отдельной классификации \| \| 18 \| Не финишировал, но попал в финальную классификацию \| \| Сход \| Не финишировал \| \| НКВ \| Не прошёл квалификацию \| \| НПКВ \| Не прошёл предквалификацию \| \| ДСК \| Дисквалифицирован \| \| ИСК \| Исключён из протокола соревнований \| \| ТТ \| Заявлен для участия только в тренировках \| \| НС \| Участвовал в квалификации, но не стартовал в гонке \| \| Т \| Травмирован или болен \| \| ОТК \| Отказ от участия \| \| НТР \| Прибыл на соревнования, но на трассу не выезжал \| \| НПР \| Был заявлен в числе участников, но не прибыл к началу соревнований \| \| О \| Соревнования отменены \| \| \| Не участвовал \| \| Поул-позиция \| \| \| Быстрый круг \| \| |                                                                    |
| Пример | Описание                                                           |
| 1 | Победитель                                                         |
| 2 | Второе место                                                       |
| 3 | Третье место                                                       |
| 5 | Финишировал, заработав очки                                        |
| Сход | Не финишировал, но при этом заработал очки                         |
| 12 | Финишировал, не получив очков                                      |
| НКЛ | Финишировал, но не попал в финальную классификацию                 |
| 15 | Участвовал вне зачёта, либо по отдельной классификации             |
| 18 | Не финишировал, но попал в финальную классификацию                 |
| Сход | Не финишировал                                                     |
| НКВ | Не прошёл квалификацию                                             |
| НПКВ | Не прошёл предквалификацию                                         |
| ДСК | Дисквалифицирован                                                  |
| ИСК | Исключён из протокола соревнований                                 |
| ТТ | Заявлен для участия только в тренировках                           |
| НС | Участвовал в квалификации, но не стартовал в гонке                 |
| Т | Травмирован или болен                                              |
| ОТК | Отказ от участия                                                   |
| НТР | Прибыл на соревнования, но на трассу не выезжал                    |
| НПР | Был заявлен в числе участников, но не прибыл к началу соревнований |
| О | Соревнования отменены                                              |
| | Не участвовал                                                      |
| Поул-позиция |                                                                    |
| Быстрый круг |                                                                    |

| Сезон | Команда     | 1         | 2           | 3         | 4         | 5          | 6        | 7           | 8         | 9         | 10        | 11       | 12       | 13       | 14         | 15       | 16       | 17       | 18       | 19       | 20      | 21      | Место | Очки |
| ----- | ----------- | --------- | ----------- | --------- | --------- | ---------- | -------- | ----------- | --------- | --------- | --------- | -------- | -------- | -------- | ---------- | -------- | -------- | -------- | -------- | -------- | ------- | ------- | ----- | ---- |
| 2020  | HWA Racelab | РБР1 1 14 | РБР1 2 Сход | РБР2 1 22 | РБР2 2 20 | ХУН 1 Сход | ХУН 2 25 | СИЛ1 1 Сход | СИЛ1 2 27 | СИЛ2 1 26 | СИЛ2 2 21 | КАТ 1 14 | КАТ 2 15 | СПА 1 12 | СПА 2 Сход | МНЦ 1 17 | МНЦ 2 21 | МУД 1 13 | МУД 2 11 |          |         |         | 26    | 0    |
| 2021  | Trident     | КАТ 1 17  | КАТ 2 8     | КАТ 3 2   | ЛЕК 1 7   | ЛЕК 2 5    | ЛЕК 3 1  | РБР 1 3     | РБР 2 7   | РБР 3 27  | ХУН 1 9   | ХУН 2 13 | ХУН 3    | СПА 1 12 | СПА 2 1    | СПА 3 1  | ЗАН 1 6  | ЗАН 2 18 | ЗАН 3 4  | СОЧ 1 15 | СОЧ 2 О | СОЧ 3 1 | 2     | 179  |

### Формула-2
| Сезон | Команда         | 1          | 2          | 3            | 4         | 5          | 6            | 7         | 8         | 9         | 10        | 11         | 12         | 13        | 14        | 15        | 16         | 17        | 18        | 19          | 20           | 21         | 22          | 23         | 24           | 25        | 26           | 27        | 28           | Место | Очки |
| ----- | --------------- | ---------- | ---------- | ------------ | --------- | ---------- | ------------ | --------- | --------- | --------- | --------- | ---------- | ---------- | --------- | --------- | --------- | ---------- | --------- | --------- | ----------- | ------------ | ---------- | ----------- | ---------- | ------------ | --------- | ------------ | --------- | ------------ | ----- | ---- |
| 2021  | MP Motorsport   | БАХ СПР1   | БАХ СПР2   | БАХ ГОН      | МОН СПР1  | МОН СПР2   | МОН ГОН      | БАК СПР1  | БАК СПР2  | БАК ГОН   | СИЛ СПР1  | СИЛ СПР2   | СИЛ ГОН    | МНЦ СПР1  | МНЦ СПР2  | МНЦ ГОН   | СОЧ СПР1   | СОЧ СПР2  | СОЧ ГОН   | ДЖИ СПР1 11 | ДЖИ СПР2 5   | ДЖИ ГОН 13 | ЯСМ СПР1 11 | ЯСМ СПР2 8 | ЯСМ ГОН Сход |           |              |           |              | 19    | 7    |
| 2022  | Virtuosi Racing | БАХ СПР 10 | БАХ ГОН 10 | ДЖИ СПР Сход | ДЖИ ГОН 9 | ИМО СПР 11 | ИМО ГОН Сход | БАР СПР 6 | БАР ГОН 2 | МОН СПР 7 | МОН ГОН 4 | МОН СПР 11 | МОН ГОН 13 | СИЛ СПР 1 | СИЛ ГОН 9 | РБР СПР 3 | РБР ГОН 19 | ПОЛ СПР 4 | ПОЛ ГОН 5 | ХУН СПР 1   | ХУН ГОН Сход | СПА СПР 2  | СПА ГОН 1   | ЗАН СПР 9  | ЗАН ГОН Сход | МНЦ СПР 6 | МНЦ ГОН Сход | ЯСМ СПР 7 | ЯСМ ГОН Сход | 6     | 128  |

### Формула-1
| Сезон | Команда            | Шасси       | Двигатель                    | Ш | 1        | 2      | 3      | 4      | 5      | 6        | 7   | 8   | 9        | 10  | 11  | 12       | 13  | 14  | 15  | 16  | 17  | 18  | 19       | 20       | 21  | 22       | 23  | 24     | Место | Очки |
| ----- | ------------------ | ----------- | ---------------------------- | - | -------- | ------ | ------ | ------ | ------ | -------- | --- | --- | -------- | --- | --- | -------- | --- | --- | --- | --- | --- | --- | -------- | -------- | --- | -------- | --- | ------ | ----- | ---- |
| 2022  | BWT Alpine F1 Team | Alpine A522 | Renault E-Tech RE22 1,6 V6 t | P | БАХ      | САУ    | АВС    | ЭМИ    | МАЙ    | ИСП      | МОН | АЗЕ | КАН      | ВЕЛ | АВТ | ФРА      | ВЕН | БЕЛ | НИД | ИТА | СИН | ЯПО | США      | МЕХ тест | САП | АБУ тест |     |        | —     | —    |
| 2023  | BWT Alpine F1 Team | Alpine A523 | Renault E-Tech RE23 1,6 V6 t | P | БАХ      | САУ    | АВС    | АЗЕ    | МАЙ    | МОН      | ИСП | КАН | АВТ      | ВЕЛ | БЕЛ | ВЕН      | НИД | ИТА | СИН | ЯПО | КАТ | СОЕ | МЕХ тест | САП      | ЛАС | АБУ тест |     |        | —     | —    |
| 2024  | BWT Alpine F1 Team | Alpine A524 | Renault E-Tech RE24 1,6 V6 t | P | БАХ      | САУ    | АВС    | ЯПО    | КИТ    | МАЙ      | ЭМИ | МОН | КАН тест | ИСП | АВТ | ВЕЛ тест | ВЕН | БЕЛ | НИД | ИТА | АЗЕ | СИН | США      | МЕХ      | САП | ЛАС      | КАТ | АБУ 15 | 24    | 0    |
| 2025  | BWT Alpine F1 Team | Alpine A525 | Renault E-Tech RE25 1,6 V6 t | P | АВС Сход | КИТ 13 | ЯПО 15 | БАХ 14 | САУ 17 | МАЙ Сход | ЭМИ | МОН | ИСП      | КАН | АВТ | ВЕЛ      | БЕЛ | ВЕН | НИД | ИТА | АЗЕ | СИН | США      | МЕХ      | САП | ЛАС      | КАТ | АБУ    | 21*   | 0*   |

* Сезон продолжается.

### Комментарии
1. ↑  Участвовал в соревновании по приглашению, поэтому ему не начислялись очки чемпионата.